# Вейт Брехер Віттрок
Вейт Брехер Віттрок (швед. Veit Brecher Wittrock; 5 травня 1839 — 1 вересня 1914) — шведський ботанік, відомий  своїми роботами в галузі альгології та дослідженням роду Фіалка.

## Біографія
Вейт Брехер Віттрок народився 5 травня 1839 року у провінції Дальсланд.
З 1857 до 1865 Вейт Брехер Віттрок навчався в Уппсальському університеті, після закінчення якого 30 років працював вчителем гімназії в Уппсалі. У 1878 році він став асоційованим професором Уппсальського університету. З 1879 до 1904 він був професором та куратором ботанічної колекції Шведського музею природознавства у Стокгольмі. Також протягом 1879-1914 років працював на посаді директора Бергіанського ботанічного саду.
Вейт Брехер Віттрок помер 1 вересня 1914 року у Стокгольмі.

## Ботанічніепоніми
- Рід Wittrockia: Бромелієві.
- Рід Wittrockiella: Водорості[10].

## Окремі публікації
- Försök till en monographi öfver algslägtet Monostroma, 1866.
- Algologiska studier. I och II, 1867.
- Dispositio oedogoniacearum suecicarum, 1870.
- Prodromus monographiae oedogoniearum, 1874.
- "On the development and systematic arrangement of the Pithophoraceæ, a new order of algae", 1877.
- Skandinaviens gymnospermer, 1887.
- Viola studier (1895–1897; 2 томи).
- Botanisk-historiska fragment, 1906.
- Acta horti Bergiani. Meddelanden från Kungl. Svenska vetenskaps-akademiens Trädgård Bergielund (під редакцією В.Б.Віттрока).[11][12]